# Georg Schönmuth
Georg Schönmuth (* 27. Mai 1928 in Frankena, Krs. Luckau, Niederlausitz; † 9. Juli 2016 in Neustadt (Dosse)) war ein deutscher Agrarwissenschaftler, Tierzüchter und Hochschullehrer.

## Leben
Georg Schönmuth wurde als jüngster Sohn eines Bauern in der Niederlausitz geboren, besuchte die Volksschule und durchlief danach eine landwirtschaftliche Lehre. Ab dem Jahre 1944 folgten Wehrdienst bei der Marine und britische Kriegsgefangenschaft. Nach zwei Jahren Mitarbeit im väterlichen Betrieb schloss Schönmuth 1948 auf der Höheren Landbauschule in Rostock als staatlich geprüfter Landwirt ab. Ab 1949 studierte er an der Humboldt-Universität zu Berlin (HU) Landwirtschaftswissenschaften und erreichte 1952 den Abschluss als Diplomlandwirt.
Es folgten zwei Jahre Tätigkeit als Referent der Zuchtorganisation für Pferdezucht im Lande Brandenburg. 1954 wechselte Schönmuth an das Institut für Tierzüchtung und Haustiergenetik der Landwirtschaftlich-Gärtnerischen Fakultät der HU Berlin zu Wilhelm Stahl, wurde Assistent und promovierte 1955 zum Dr. agr. mit einem Thema zur Leistungsfähigkeit der Warmblutzucht in Brandenburg. In dieser Zeit legte er auch – als jüngster Teilnehmer – in Berlin das zweite Staatsexamen für Tierzuchtleiter ab. 1957 wurde er Oberassistent, ab 1960 bereits mit Lehraufträgen, 1962 mit der Wahrnehmung einer Professur mit Lehrauftrag, 1963 mit der kommissarischen Leitung des Instituts und nach der Habilitation (1964) mit der Institutsleitung sowie als Professor mit Lehrauftrag, mit vollem Lehrauftrag und schließlich mit Lehrstuhl für allgemeine und spezielle Tierzucht beauftragt.
Auch nach der Gründung der Sektion Tierproduktion und Veterinärmedizin im Rahmen der 3. Hochschulreform der DDR von 1968 behielt Schönmuth als ordentlicher Professor die Leitung des Wissenschaftsbereiches Tierzüchtung und Haustiergenetik. Mit der Neubildung der Landw.-Gärtn. Fakultät wurde er 1990 als Professor für Tierzüchtung berufen und trat 1993 altersbedingt in den Ruhestand. Danach war er noch viele Jahre beratend und mit Vorträgen tätig, konnte aber die Schließung der Fakultät und Umwandlung ins Albrecht Daniel Thaer-Institut für Agrar- und Gartenbauwissenschaften zum 1. April 2014 nicht mehr beeinflussen. Er starb nach langer Krankheit am 9. Juli 2016 und wurde auf dem Friedhof in Stolzenhagen b. Bernau beigesetzt.

## Ehrenämter
- 1966–93 Mitglied des Redaktionskollegiums des "Archivs für Tierzucht"
- Mitglied der Redaktion der Zeitschrift "Tierzucht"
- 1968 stellv. Vorsitzender des Zentralen Arbeitskreises Genetik des Forschungsrates der DDR
- 1976–84 Vizepräsident,
- 1985–91 Präsident der Kommission Rinderzucht der Europäischen Vereinigung für Tierproduktion
- 1984 Vorsitzender der Sektion Tierzüchtung und Züchtungsforschung der Akademie der Landwirtschaftswissenschaften (AdL) der DDR
- 1983 Prodekan
- 1986 Dekan der Agrarwissenschaftlichen Fakultät der HU Berlin
- Mitglied des Hauptausschusses der Deutschen Gesellschaft für Züchtungskunde (DGfZ)
- 1990 Vorsitzender des Wissenschaftsrates des AdL-Plenums zur Erneuerung der Gelehrtengesellschaft
- 1991–94 Mitglied des Wissenschaftsrates der Bundesregierung
- 1991 und 1997 Mitglied des Kuratoriums und des wissensch. Rates der Stiftung „Forschungsinstitut für die Biologie landwirtschaftlicher Nutztiere“ (BfN) Dummerstorf bei Rostock
- Preisrichter und Obmann zahlreicher Rindertierschauen
- Mitglied der Zuchtkommission der Rinderproduktion Berlin-Brandenburg GmbH (RBB)

## Würdigung
Georg Schönmuth wirkte 40 Jahre, darunter über 30 Jahre als Professor für Tierzüchtung und Haustiergenetik an der Humboldt-Universität Berlin. Damit war er in der Reihe der in Berlin angesiedelten landwirtschaftlichen Ausbildungsstätten der Hochschullehrer für Tierzucht mit der längsten Dienstzeit und ein würdiger Vertreter auf diesem deutschlandweit bedeutsamen Lehrstuhl. Er dozierte allgemeine und spezielle Tierzucht und befasste sich in der Forschung schwerpunktmäßig mit der Tierart Rind. Hier ist vor allem die wissenschaftliche Planung und Begleitung des Programmes zur Züchtung des Schwarzbunten Milchrindes (SMR) der DDR ab 1963 zu nennen, in dem die vorhandene Rasse des Schwarzbunten Niederungsviehs im ersten Schritt durch Einkreuzung von Dänischen Jersey (zur Verbesserung der Milchinhaltsstoffe) und im zweiten Schritt von British Friesian (zur Erhöhung der Milchmenge und der Körperkapazität) verändert wurden.
In der Spezialisierung sicherte Schönmuth die Herausbildung weiterer Lehrstühle bzw. -aufträge wie z. B. biochemisch-physiologische Genetik beim Haustier, Technologie / Tierhaltung, Tierzucht der landw. Haupttierarten sowie Tierfütterung. Große Verdienste erwarb er sich mit der Durchführung von Vorlesungen und Prüfungen bei den Lehrgängen für staatlich anerkannte Tierzuchtleiter und nach 1972 mit der Übernahme der Organisation dieser Ausbildung als postgraduales Studium an der HU Berlin. Zwischen 1955 und 1990 haben immerhin etwa 850 Personen diesen Abschluss erreicht. 1966 bis 1968 organisierte er Symposien für Tierzucht mit internationaler Beteiligung von Wissenschaftlern und hielt damit wichtige Kontakte zu Berufskollegen in westlichen Gebieten. Nach der politischen Wende trug er mit zur Neuorganisation der Agrarforschung in den neuen Bundesländern bei – so auch die Zusammenführung der Landbau-Fakultät der Technischen Universität Berlin mit der Landw.-Gärtn. Fakultät der Humboldt-Universität.
Georg Schönmuth betreute 80 Dissertationen, 19 Habilitationen bzw. Promotionen B und veröffentlichte 268 wissenschaftliche Beiträge.

## Ehrungen
- 1972 korrespondierendes Mitglied der Akademie der Landwirtschaftswissenschaften der DDR (AdL)
- 1974 Nationalpreisträger II. Klasse für Wissenschaft und Technik im Kollektiv für seinen Anteil an der Züchtung der Rasse Schwarzbuntes Milchrind der DDR
- 1977 Ordentliches Mitglied der AdL
- Verdienter Züchter
- Verdienter Hochschullehrer
- Erwin-Baur-Medaille der AdL
- 1980 Mitglied der Deutschen Akademie der Naturforscher Leopoldina in Halle/Saale[2]
- 1987 Ehrenmitglied der Deutschen Gesellschaft für Züchtungskunde (DGfZ)
- 1998 Hermann-von-Nathusius-Medaille der DGfZ[3]
- Mitglied der Ungarischen Akademie der Wissenschaften
- 1988 Ehrenpromotion zum Dr. agr. h. c. durch die Universität Leipzig
- 1989 Ehrenpromotion zum Dr. agr. h. c. durch die Agrarwissenschaftliche Fakultät der Pannonischen Universität in Keszthely, Ungarn
- Ehrenmitglied der „RBB Rinderproduktion Berlin-Brandenburg“ GmbH
- 2008 Überreichung einer Büste Schönmuths anlässlich seines 80. Geburtstages an die Landw.-Gärtn. Fakultät der HU Berlin[4]

## Schriften
- Grundlagen für die Leistungsfähigkeit der Warmblutzucht in Brandenburg. 2 Teile; Diss. Humboldt-Univ. Berlin, 1955
- Hengstbuch der Brandenburger Warmblutzucht von 1900 bis 1958. Berlin : Deutscher Bauernverlag, 1959, 176 S.
- Zur Züchtung eines milchreichen Zweinutzungsrindes mit hohem Milchfett- und Eiweißgehalt und bestem Euter. In: Archiv für Tierzucht, 6, 1963, 79–92
- Die Fruchtbarkeit beim Deutschen Schwarzbunten Rind, ihre Heritabilität sowie Korrelationen zwischen Befruchtungsfähigkeit von Besamungsbullen und der Fruchtbarkeit der Töchter. Hab.-Schr. Humboldt-Univ. Berlin, Landw.-Gärtn. Fakultät, 1964,
- Probleme der Rinderzüchtung. Mit Joachim Lenschow, Berlin : DAL, 1966
- Leistungsvermögen von Zwillingsmüttern und Zwillingen beim Rind, mit Ursula Stolzenburg. Berlin : AdL, 1979, 44 S.
- Genetische Aspekte der Zwillingsträchtigkeit beim Rind. Mit Ursula Stolzenburg. Berlin : AdL, 1979, 48 S.
- Tierproduktion. Mit Dietrich Flade und Gerhard Seeland,
  - 1. Teil: Genetische und phylogenetische Grundlagen. Berlin : DLV, 2 Auflagen: 1984 und 1986,
  - 2. Teil: Züchterische und ökologische Grundlagen., 2. Aufl. : 1985 und 1986
- Forschungsergebnisse der Tierzüchtung : Herrn Prof. Dr. sc. G. Schönmuth zum 60. Geburtstag gewidmet. Berlin : Humboldt-Univ., 1988, 102 S.
- Festkolloquium zu Ehren von Prof. Dr. agr. habil. Dr. h. c. mult. Georg Schönmuth anlässlich seines 70. Geburtstages : Falkenrehde, 27. Mai 1998. Red. M. Simon. Werder (Havel) : Rinderproduktion Berlin-Brandenburg GmbH, 1999, 180 S.
- 100 Jahre Deutsche Gesellschaft für Züchtungskunde (DGfZ). Vortrag zur Tagung der Tierzuchtleiter 2005 an der Humboldt-Univ. zu Berlin. In: Zkde, 77, 2005, Heft 6, 464–471
- Tierzucht in der DDR und in den neuen Bundesländern. DGfZ-Schriftenreihe Sonderheft I, Mitherausgeber, 2007, 451 S.; ISSN 0949-8842